# Claude Simon
Claude Simon (Tananarive, 10 oktober 1913 – Parijs, 6 juli 2005) was een Frans schrijver.

## Levensloop
Claude Simon werd geboren te Tananarive (Madagaskar) als zoon van een Franse legerofficier. Tijdens de Eerste Wereldoorlog kwam zijn vader in 1914 om. Simon werd in Perpignan opgevoed door zijn moeder, en na haar dood in 1924 door haar familie. Hij ging naar een zeevaartschool, maar werd weggestuurd en studeerde vervolgens kunst in Oxford en Cambridge. Daarna reisde hij uitgebreid door Spanje, Duitsland, de Sovjet-Unie, Italië en Griekenland. In 1934 en 1935 diende hij in het Franse leger. Simon vocht in de Spaanse Burgeroorlog met de republikeinen tegen Franco en beschreef in veel romans de waanzin en ellende van oorlogen. Zijn De Acacia geldt als een van de meesterwerken van de anti-oorlogsliteratuur.
Tijdens Wereldoorlog II vocht Simon in 1940 het Franse leger in de slag om de Maas. Hij werd door de Duitsers krijgsgevangen gemaakt, maar kon ontsnappen en ging bij het verzet. Aan het eind van de oorlog voltooide hij zijn eerste roman, Le Tricheur.
Simon schreef een twintigtal boeken. Zijn bekendste werk is La route des Flandres uit 1960. Hij won er veel prijzen mee. Simon kreeg in 1973 een eredoctoraat van de Universiteit van East Anglia, en won in 1985 de Nobelprijs voor Literatuur. Hij geldt als een van de grondleggers van de 'nouveau roman'. Zijn oeuvre is voor het grootste deel autobiografisch. Vaste thema's zijn het geheugen en de herinnering. In 2001 verscheen zijn laatste boek, Le Tramway.
Hij overleed op 91-jarige leeftijd te Parijs.